# Christian Bos
Pour les articles homonymes, voir Bos.
Christian Bos est un navigateur et un skipper professionnel français, né le 13 juin 1964 à Figeac.
Il habite à Port-Louis dans le Morbihan. 

## Palmarès
- 1991 : 3e de la Course de l'Europe
- 1995 : 1er du Grand Prix du Crouesty
- 1999 : 53e de la Solitaire du Figaro
- 2000 : 42e de la Solitaire du Figaro
- 2001 : 2e du National Pogo - 1er de la Course de l'EDHEC
- 2002 : 1er des Voiles de Saint-Tropez
- 2003 : 37e de la Solitaire du Figaro
- 2004 : 36e de la Solitaire du Figaro - 23e de la Transat AG2R - 30e de la Generali Solo - 21e de la Course des Falaises
- 2005 : 8e du Spi Ouest France - 23e de la Generali Solo
- 2007-2008 : 15e de la Transat BPE en solitaire - 3e de la course Le Cap-Istanbul
- 2008 il finit 2e sur la premiere etape de la Solitaire du Figaro, avant de plonger au classement.
- 2009
- 2011-2012 Navigue et s'entraine  sur le 60 pieds IMOCA ex maisonneuve (vendee globe 2008)